# Kortvleugelboorkever
De kortvleugelboorkever (Valgus hemipterus) is een kever uit de familie bladsprietkevers (Scarabaeidae) die voorkomt op het noordelijk halfrond. De wetenschappelijke naam van de soort werd als Scarabaeus hemipterus in 1758 gepubliceerd door Carl Linnaeus.

## Beschrijving
De kortvleugelboorkever wordt zes tot tien millimeter lang. De dekschilden zijn relatief kort en bedekken niet het gehele lichaam. Het mannetje is donkergekleurd met een licht patroon. Het vrouwtje is meestal effen gekleurd. Zij draagt een opvallend lang telson (laatste lichaamssegment).

## Verspreiding
De kortvleugelboorkever komt voor van de Kaukasus en Turkije tot Noord-Afrika en Zuid- en Centraal-Europa. Nederland vormt de meest noordwestelijke grens van het verspreidingsgebied. De kever is geïntroduceerd in delen van Noord-Amerika, met name in Ontario, Michigan en Ohio.

## Leefwijze
Volwassen kevers komen in mei en juni voor op bloemen en boomstammen. De larven voeden zich met dood hout van berken en andere bomen. De kortvleugelboorkever overwintert als pop.